# María del Carmen Salvatori Bronca
Marìa del Carmen Salvatori Bronca (Veracruz el 19 de agosto de 1957) es política mexicana miembro de Movimiento Ciudadano, que se ha desempeñado como coordinadora nacional de mujeres en dicho instituto político. Ha sido Secretaria de la Mesa Directiva de la Cámara de Diputados de México, subgerente de Canacintra y candidata a presidenta municipal de Boca del Río, Veracruz en 2003. Después de ser diputada federal de la LX Legislatura del Congreso de la Unión de México, en 2011 asumió el cargo de Subsecretaria de Educación Superior en el Gobierno de Puebla que encabeza Rafael Moreno Valle Rosas.

## Estudios
- Licenciada en Derecho por la Universidad Autónoma de Veracruz, “Villa Rica”, incorporada a la UNAM.[1]

## Cargos académicos y membresías profesionales
- Directora de Servicios Escolares de la Universidad Autónoma de Veracruz, “Villa Rica”, incorporada a la UNAM.
- Socia del Colegio de Abogados de Veracruz.

## Cargos y comisiones privados
- Subgerente de la Cámara de la Industria de la Transformación (CANACINTRA).

## Cargos partidistas
- Coordinadora Nacional del Movimiento de Mujeres de Convergencia.

## Desempeño en Cargos públicos
- Directora de la Dirección General de Acreditación, Incorporación y Revalidación (SEP Federal).
- Asesora y secretaria particular del Presidente Municipal de Veracruz, Veracruz.
- Directora Adjunta de Prevención y Readaptación Social coordinando el Programa Estatal de Prevención del Delito en el Gobierno del Estado de Veracruz.
- Diputada a la LX Legislatura del Congreso de la Unión de México, en la cual fue Secretaria de la Mesa Directiva, Presidenta de la Comisión de Participación Ciudadana, Secretaria de la Comisión de Turismo y Presidenta del Grupo de Amistad en la Cámara de Diputados México-Líbano.

- Subsecretaria de Educación Superior de la Secretaría de Educación Pública del Gobierno del Estado de Puebla para el período 2011-2017.[2]

- Directora general de Dirección General de Acreditación, Incorporación y Revalidación adscrita a la Secretaría de Educación Pública (SEP)

Cargo que se ostenta desde 2018 a la fecha.

## Noticias de Interés de Público
- Nota de Corrupción: Hasta 4 años tardan en aprobar RVOE federal del área de la salud .[4]

- Nota de Corrupción: Premiaron con RVOES estatales a políticos del PRI y Morena RVOE para el período 2018-2024.[5]

- Nota de Corrupción: Los aviadores de la Subsecretaria en Puebla 2017 Puebla para el período 2011-2017.[6]

- Ligada a Gobierno estatal de Puebla : El cochinero de la SEP: nómina inflada, desvíos Puebla Enero de 2017.[7]

- Ligada a Luis Maldonado: Por dedazo de Luis Maldonado a la Subsecretaria de educación de Puebla Puebla Enero 2010.[8]